# Korupella denticulata
Korupella denticulata är en svampart som beskrevs av P. Roberts & Hjortstam 2000. Korupella denticulata ingår i släktet Korupella, klassen Agaricomycetes, divisionen basidiesvampar och riket svampar.   Inga underarter finns listade i Catalogue of Life.